# Lutz Bachmann
Lutz Bachmann (Dresda, 26 gennaio 1973) è un attivista tedesco.
È considerato il promotore dell'organizzazione Pegida ("Patriotische Europäer gegen die Islamisierung des Abendlandes", Patrioti europei contro l'islamizzazione dell'Occidente) contraria all'accoglienza degli stranieri (e in particolare dei fedeli di religione islamica). È anche presidente dell'omonima associazione Pegida.

## Biografia

### Formazione e attività professionale
Bachmann è nato nel 1973 a Dresda da una famiglia di salumieri originari di Coswig. Ha studiato a Coswig presso la Polytechnische Oberschule "Leonard Frank" e la Kinder- und Jugendsportschule "Artur Becker" a Dresda. Dopo l'esame di maturità ha completato gli studi come cuoco ed ha iniziato a lavorare come aiutante presso il chiosco di salsicce del padre. In seguito ha lavorato presso il locale striptease Angels a Lipsia e presso un negozio di cellulari. Nel 1992 ha fondato la ditta individuale hotpepperpix, con la quale svolge attività di agenzia sia fotografica che pubblicitaria. Inoltre con la moglie si occupa anche dell'agenzia pubblicitaria DD-Werbung a Briesnitz, vicino a Dresda.
Lutz Bachmann vive a Kesseldorf, nei pressi di Dresda.

### Processi e condanne detentive
Bachmann commise a partire dagli anni '90 svariate azioni contro l'ordine pubblico e diversi reati (tra gli altri: lesioni personali, furto, scasso e traffico di stupefacenti). Secondo quanto riportato dai giornali commise furti con scasso su commissione da parte di appartenenti al giro di prostituzione di Dresda. Nel 1998, a seguito di 16 furti con scasso fu condannato dal tribunale di Dresda a 3 anni e 8 mesi di reclusione. Poco dopo la condanna riuscì a fuggire all'arresto riparando in Sudafrica dove visse per due anni sotto falso nome. Tuttavia a causa di irregolarità nel visto, venne identificato dalla locale polizia d'immigrazione ed estradato in Germania. Dopo 14 mesi di detenzione presso la prigione di Dresda fu rilasciato in liberazione condizionale.
Nella tarda estate del 2009 in due occasioni fu ritrovato in possesso rispettivamente di 40 e di 54 grammi di cocaina. Nel febbraio 2010 venne perciò condannato dal tribunale di Dresda a una pena di 2 anni con la condizionale per spaccio di stupefacenti
Nel maggio 2014 Bachmann è stato condannato ad una pena pecuniaria per non aver corrisposto per 9 mesi l'assegno di mantenimento del figlio.

### Medaglia al valor civile
Nel gennaio del 2014 Bachmann fu uno dei 500 soccorritori premiati con una medaglia dal sindaco di Dresda Helma Grosz su incarico del ministro della Sassonia Stanislaw Tillich in occasione di una cerimonia pubblica. Durante l'alluvione che colpì l'Europa centrale nel 2013 avrebbe, attraverso vari gruppi Facebook, organizzato il centro di accoglienza presso il Glücksgas-Stadion e raccolto generi di soccorso e donazioni in danaro.

### Pegida
Bachmann è considerato il promotore, organizzatore e "volto" di Pegida (Patriotische Europäer gegen die Islamisierung des Abendlandes). Ha tenuto comizi nel corso di diverse dimostrazioni. In occasione della costituzione dell'omonima associazione, il 14 novembre 2014 è stato eletto come Presidente.
Il 21 gennaio 2015 Bachmann si è dimesso dall'incarico di Presidente, dopo che la procura di Dresda aveva avviato su di lui le indagini con l'accusa di incitazione all'odio razziale. Ciò a seguito della diffusione di notizie di stampa circa alcuni post razzisti di Bachmann su Facebook, nei quali nel settembre 2014 faceva riferimento ai richiedenti asilo come a "bestie", "gentaglia di fango" e "ciarpame", negando l'esistenza di rifugiati di guerra e commentando una fotografia dell'organizzazione razzista Ku-Klux-Klan (KKK), in cui compariva la frase: Three K's a day keeps the minorities away ("Tre K al giorno tolgono le minoranze di torno“), con Hätte in Großenhain evtl auch funktioniert… so habense jetzt ein Asylantenhotel ("Avrebbe potuto funzionare anche a Großenhain… così invece adesso avete un bel albergo per rifugiati"). Inoltre appariva anche una foto, in cui Bachmann posava come Adolf Hitler. Bachmann spiegò che si trattava della foto che sarebbe dovuta servire per la pubblicazione dell'audiobook Er ist wieder da e pubblicato sulla bacheca Facebook dell'attore Christoph Maria Herbst. "Ogni tanto bisogna non prendersi troppo sul serio". Herbst smentì tramite il proprio avvocato la versione di Bachmann. Subito dopo la diffusione dei suoi post, Bachmann cancellò il suo profilo Facebook. All'inizio del mese di ottobre 2015 il procuratore di Dresda ha sollevato Bachmann dalle accuse di incitamento all'odio razziale.
In occasione del raduno di Pegida del 9 febbraio 2015, tre settimane dopo essersi ritirato dall'incarico di presidente, ha tenuto nuovamente un discorso davanti a 2.000 dimostranti. A fine febbraio 2015 è stato reso noto che Bachmann era stato rieletto, attraverso una votazione segreta, come uno dei tre capi di Pegida.
Bachmann ha avuto un ruolo fondamentale sia nelle manifestazioni organizzate anche in altre regioni contro il cambio di destinazione di un ex hotel in centro per rifugiati, che in particolare alle incitazioni alla violenza nella città sassone di Freital. Durante le dimostrazioni, che erano firmate tra le altre anche con l'etichetta "Frigida", apostrofava i rifugiati "soldati di ventura", e gli abitanti che con essi solidarizzavano "squadre di azione antifascista".

### Accusa di incitamento all'odio razziale
All'inizio dell'ottobre 2015 la procura di Dresda ha accusato Bachmann di incitamento all'odio razziale a causa di due post da lui pubblicati su Facebook nel settembre 2015, nei quali Bachmann faceva riferimento ai richiedenti asilo come a "bestie", "gentaglia di fango" e "ciarpame". Bachmann avrebbe offeso la dignità umana dei profughi, insultandoli e disprezzandoli con l'intento di suscitare l'odio razziale. Secondo la denuncia della procura, anche altri privati cittadini avrebbero mosso denuncia per lo stesso motivo contro Bachmann, a causa di suoi post analoghi su Facebook e perché nel corso di una manifestazione di Pegida nel 2014 avrebbe accusato genericamente i richiedenti di asilo di essere dei delinquenti.

### Denuncia per incitamento all'odio razziale
Il 10 gennaio 2016 è stato reso noto che il Presidente dei Verdi della Sassonia Jürgen Kassel ha presentato una denuncia per incitamento all'odio razziale contro Lutz Bachmann. Il motivo sarebbe la comparsa su Facebook di una foto con una t-shirt, che identifica genericamente tutti i profughi come violentatori. Inoltre Kasek ha richiesto alla prefettura di Lipsia di vietare la vendita di magliette con la scritta "Rapefugees not welcome – Stay Away" per la manifestazione di Pegida prevista per il giorno successivo. Nel mese di ottobre 2016, Lutz Bachmann si trasferisce a vivere a sud dell'isola di Tenerife (Spagna) dove è stato dichiarato persona non grata dalle autorità di quell'isola.

## Dichiarazioni
Bachmann si rifiuta generalmente di rilasciare interviste alla radio pubblica tedesca o per Der Spiegel, tuttavia ha concesso delle interviste a Bild, al quale aveva talvolta in passato offerto testi e foto così come ai giornali della nuova destra tedesca Junge Freiheit, Sezession e Blaue Narzisse, al britannico Financial Times e all'agenzia Reuters.
Le posizioni di Bachmann e la sua Weltanschauung sono state identificate da diversi commentatori come xenofobe e populiste.
Bachmann ha detto di sé in un'intervista con Junge Freiheit, di essere "il classico elettore della CDU", tuttavia i media riportano che ha commentato "Mi piace" sulle pagine Facebook di due associazioni regionali del NPD. In un'intervista al Financial Times Bachmann ha spiegato che il rafforzamento dei partiti di estrema destra nei Paesi Bassi e in Francia ha come scopo il voler evitare la fallimentare politica degli asili in Germania. Egli si dice a favore di una politica di immigrazione, come in Canada o in Svizzera, limitata esclusivamente a migranti qualificati.
In occasione delle manifestazioni di Pegida Bachmann ha parlato dei "criminali richiedenti asilo", e dei pensionati poveri che sono seduti in appartamenti non riscaldati e non si possono permettere "un pezzo di Stollen in più", mentre "i richiedenti asilo vivono in alloggio di lusso." Il New York Times ha riferito che Bachmann avrebbe detto a un reporter di non essere contro i profughi di guerra, contro l'Islam o contro gli stranieri. Ciò che egli rifiuta sono i "rifugiati economici", che approfittano indebitamente di un vantaggio nel sistema sociale tedesco. I politici tedeschi sarebbero stati responsabili di un sistema completamente sbagliato.
In merito alla sua estradizione dal Sudafrica, ha dichiarato che è avvenuta in un tempo "sorprendentemente veloce". Se il suo passato dovesse gettare una cattiva luce su Pegida, preferirebbe ritirarsi. Tuttavia dice di non sentirsi turbato dalla contraddizione tra ciò che proclama e la propria biografia, poiché le sue azioni risalgono a molto tempo fa.
Nel gennaio 2015 la rivista satirica Titanic ha pubblicato un opuscolo a nome di Bachmann, in cui si speculava in merito al possibile collegamento tra la morte violenta del profugo eritreo Khaled Bahrain a Dresda con la manifestazione di Pegida. Il commento destinato ai liebe[n] Mitdeutsche[n] ("cari tedeschi di sangue") termina con le parole Heil Hitler und einen schönen Tag ("Heil Hitler e buona giornata"). Bachmann ha risposto giudicando il pamphlet come una grave calunnia. Ciò è stato visto in contrasto con la solidarietà da lui stesso espressa dopo l'attentato nei confronti della rivista satirica francese Charlie Hebdo.